# Кровопусков Віктор Олексійович
Віктор Олексійович Кровопусков (рос. Виктор Алексеевич Кровопусков, нар. 28 вересня 1948, Москва, СРСР) — видатний радянський фехтувальник на шаблях, чотириразовий олімпійський чемпіон (по двічі у 1976 та 1980), восьмиразовий чемпіон світу. 

## Виступи на Олімпіадах
| Олімпіада     | Дисципліна          | Місце |
| ------------- | ------------------- | ----- |
| Монреаль 1976 | індивідуальна шабля | 1     |
| Монреаль 1976 | командна шабля      | 1     |
| Москва 1980   | індивідуальна шабля | 1     |
| Москва 1980   | командна шабля      | 1     |